# Väte Rail
Väte Rail är ett svenskt järnvägsföretag med säte i Malmö som fokuserar på järnvägstjänster som växling, terminaltjänster och tågtransporter. Väte är en förkortning för ”Växling och Terminaltjänst”. Det grundades 2008 för att stödja företag inom järnvägsbranschen med växlingstjänster.
Vätes marknader är dels som tjänsteleverantörer i drift- och reparationsverkstäder och inom containerhantering för järnvägsföretag, dels som utrustningsleverantörer till företag inom järnvägsbranschen.
Koncernen består idag (2025) av moderbolaget ”VÄTE Bolagen AB” med de tre dotterbolagen VÄTE Rail AB, VÄTE Trafik AB och VÄTE Teknik AB och har drygt 100 anställda. 
Väte innehar säkerhetscertifikat för transport och rangering av tåg och är behörigt att transportera farligt gods och farligt avfall.